# Courtry
Courtry (franskt uttal: [kuʁtʁi]
 ( lyssna)) är en kommun i departementet Seine-et-Marne i regionen Île-de-France i norra Frankrike. Kommunen ligger i kantonen Villeparisis som tillhör arrondissementet Torcy. År 2022 hade Courtry 7 107 invånare.

## Befolkningsutveckling
| Befolkningsutvecklingen i Courtry 1968–2021 | Befolkningsutvecklingen i Courtry 1968–2021 | Befolkningsutvecklingen i Courtry 1968–2021 | Befolkningsutvecklingen i Courtry 1968–2021 | Befolkningsutvecklingen i Courtry 1968–2021 |
| ------------------------------------------- | ------------------------------------------- | ------------------------------------------- | ------------------------------------------- | ------------------------------------------- |
|                                             |                                             |                                             |                                             |                                             |
| År                                          |                                             |                                             | Folkmängd                                   |                                             |
| 1968                                        | 1968                                        |                                             | 2 489                                       |                                             |
| 1975                                        | 1975                                        |                                             | 3 249                                       |                                             |
| 1982                                        | 1982                                        |                                             | 4 215                                       |                                             |
| 1990                                        | 1990                                        |                                             | 5 503                                       |                                             |
| 1999                                        | 1999                                        |                                             | 6 036                                       |                                             |
| 2007                                        | 2007                                        |                                             | 5 989                                       |                                             |
| 2015                                        | 2015                                        |                                             | 6 668                                       |                                             |
| 2021                                        | 2021                                        |                                             | 6 885                                       |                                             |